# La scienza sociale e l'azione
La scienza sociale e l'azione è un libro scritto da Émile Durkheim, uno dei padri fondatori della sociologia moderna.

## Contenuto
La prima parte del libro analizza la storia, l'oggetto e i metodi a disposizione della scienza sociale, o sociologia.

I testi sono presi da discorsi pronunciati da Durkheim in occasione dell'inizio dell'anno accademico 1887 presso l'Università di Bordeaux, oltre che da scritti pubblicati su importanti riviste di genere politico-letterario, nei quali l'autore cerca di spiegare quali siano le cause scientifiche della nascita della sociologia in Francia, e della necessità di un cammino unitario della sociologia da effettuare assieme alle scienze sociali.

Gli elementi fondamentali concettuali di questa prima parte, sono la necessità di perseguire un approccio funzionalista ai sistemi sociali, l'importanza di approfondire quelli che attualmente vengono definiti i fatti culturali, la negazione di vincolare l'indagine sociologica a fini sociali definiti a priori.

Inoltre l'autore focalizza la sua attenzione sui rapporti fra sociologia e azione e sulle possibili influenze della sociologia sui mutamenti e i divenire sociali.
La seconda parte del libro è dedicata ai rapporti intercorrenti tra la sociologia e l'ideologia socialista.

Durkheim, occupandosi della proprietà sociale, della democrazia e del modello socialista, prende spunto dalle teorie formulate da Alfred Fouillée, contestandogli la visione di una struttura sociopolitica ed economica necessariamente centralizzata. Durkheim espone nelle pagine seguenti le sue teorie sulla nascita, sviluppo, importanza delle religioni, ispirandosi ai lavori di Spencer; quindi fa una radiografia delle religioni, dalla "fisiologia" alla "morfologia", dalle funzioni alle strutture, dal movimento alle istituzioni religiose. Quindi descrive gli intrecci fra religioni, potere politico e militare e quale debba essere l'approccio degli studi sociologici nei confronti del sacro.

L'autore chiarisce che la sociologia del suo tempo, comprende tre discipline scientifiche: una che studia lo Stato, un'altra che si occupa delle funzioni regolatrici (diritto, morale, religione) e una terza che studia le funzioni economiche della società.

L'argomento centrale di cui si occupa il sociologo in questa parte del libro è la definizione dei vari tipi di socialismo, le loro caratteristiche e la loro differenza con il comunismo.
Nell'ultima parte del libro, sono raccolti una serie di articoli e recensioni, riguardanti casi nazionali come l'affare Dreyfus, inchieste sugli intellettuali, sul pacifismo e un'analisi sul pianeta uomo, esplorato da un punto di vista psicologico.

## Edizioni
- Émile Durkheim, La scienza sociale e l'azione, Est, 1996.